# Sodoma Gomora (groupe)
Le groupe Sodoma Gomora est composé originellement de deux artistes - Řezník et De Sade, qui auparavant menaient des carrières solo (De Sade sous le pseudo "SWD"). En 2008, après quelques collaborations, se forma le groupe Sodoma Gomora. Tout d'abord Leur activité musicale se concentra principalement dans la région ou le groupe passa sa jeunesse, à savoir Šluknovský výběžek. Cependant, pour raisons professionnelles, le collectif déménagea à Prague, qui aujourd'hui est encore la ville qui accueille la majorité de leurs concerts, bien qu'il donne également des représentations dans des villes comme Třebíč, Plzen, Hradec Kralové et bien d'autres encore à travers la province tchèque. 
En 2015, Sodoma Gomora entame une tournée avec le groupe russe Little Big, et donne un concert au club parisien le Glazart

## Discographie

### Albums
| 2008 | Bůh se utnul EP        |
| 2010 | Na konci tunelu je tma |
| 2013 | Éra Déra               |

### Singles
| 2010 | Poslední Valentýn |
| 2011 | Zasraný Vánoce    |